# Khandaka, Tirthahalli
Khandaka là một làng thuộc tehsil Tirthahalli, huyện Shimoga, bang Karnataka, Ấn Độ.